# Berliner Reigen
Berliner Reigen ist ein deutscher Spielfilm aus dem Jahr 2006 nach dem Theaterstück Der Reigen von Arthur Schnitzler. Es handelt sich um einen Diplomfilm der Hochschule für Film und Fernsehen „Konrad Wolf“ Potsdam-Babelsberg. Regie führte Dieter Berner.
Der Stafettenlauf von Liebesbeziehungen durch die Wiener Gesellschaft der Jahrhundertwende im Original-Drama aus dem Jahr 1903 wurde nach knapp über 100 Jahren in das Berlin im Jahre 2006 verlegt.

## Handlung
Als Episodenfilm führt der Film zehn Figuren in einem Reigen durch die Berliner Gesellschaft: Eine Prostituierte wird von einem Dealer um ihren Lohn betrogen, der Dealer verführt in der nächsten Szene eine illegale Putzfrau, die wiederum in der dritten Szene von dem Sohn ihres Arbeitgebers angemacht wird. Dieser verliebt sich jedoch ernsthaft in eine Bekannte seiner Eltern, die Probleme mit ihrem Ehemann hat, der seinerseits Interesse an dessen Zahnarzthelferin hat. Die süße Zahnarzthelferin lässt sich mit dem scheinbar abgebrühten Promi-Fotografen ein, der allerdings seit längerem eine „Seelenverwandtschaft“ und Affäre mit einer gefeierten Filmschauspielerin hat. Diese wiederum beginnt auf einer öffentlichen Veranstaltung ein Techtel-Mechtel mit dem Grafen, der – so schließt sich der Reigen – in der letzten Szene betrunken in der Absteige der Prostituierten landet. Der Höhepunkt des Films ist zudem eine Vernissage, in der die Figuren der Episoden zusammengeführt werden.
- Episode 1

Prostituierte Lili und Dealer Maik (Dirne und Soldat)
Motive: Platz, Straße
- Episode 2

Dealer Maik und Gastarbeiterin Nasdja
(Soldat und Stubenmädchen)
Motive: Eisstadion, Unterkunft Maik
- Episode 3

Gastarbeiterin Nasdja und Junge Max
(Stubenmädchen und Junger Herr)
Motiv: Villa
- Episode 4

Max und Rosa
(Junger Herr und Ehefrau)
Motiv: Villa
- Episode 5

Rosa und Zahnarzt Karl
(Ehefrau und Ehemann)
Motive: Flughafen Tegel, Wohnung Ehepaar Leipziger Straße
- Episode 6

Zahnarzt Karl und Arzthelferin Andrea
(Ehemann und Süßes Mädel)
Motive: Zahnarztpraxis
- Episode 7

Arzthelferin Andrea und Fotograf Ben
(Süßes Mädel und Autor)
Motive: Park Charlottenburg, Fotoatelier
- Episode 8

Fotograf Ben und Filmschauspielerin Julia
(Autor und Schauspielerin)
Motive: Kulissen und Garderobe an einem Filmdrehort, Hotel
- Episode 9

Filmschauspielerin Julia und Graf Justus
(Schauspielerin und Graf)
Motive: Fotoausstellung im Palast der Republik
- Episode 10

Graf Justus und Prostituierte Lili
(Graf und Dirne)
Motive: Unterkunft Lili

## Produktion

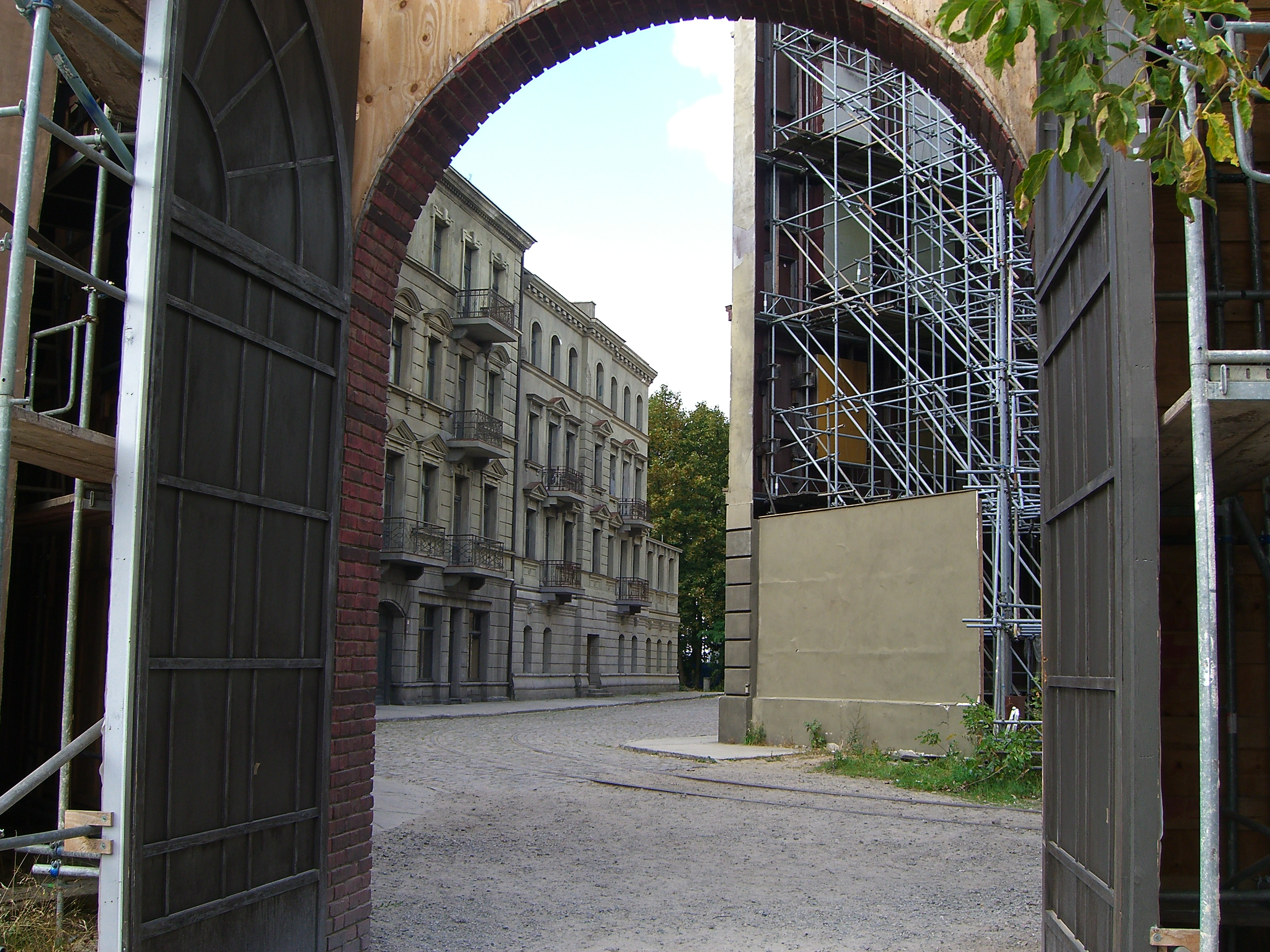
Die Filmkulisse Berliner Straße des Studio Babelsberg als Motiv für Episode 8.

Gedreht wurde an 25 Drehtagen im Winter 2005/2006 hauptsächlich in Potsdam und Berlin an ausgewählten Motiven. So entstanden Szenen in Wohnungen in Villen und Mehrfamilienhäusern in Potsdam, sowie im Eisstadion (Episode 2) und Schlossgarten in Charlottenburg (Episode 7), im Monbijoupark, in der Außenkulisse Berliner Straße des Studio Babelsberg (Episode 8), sowie im ehemaligen Palast der Republik in Berlin (Episode 9).
Für die Szene der großen Vernissage des Fotografen, auf der sich alle beteiligten Figuren gen Ende des Filmes treffen, stellte der Berliner Fotograf Joachim Gern, von dem auch das Plakatfoto des Films stammt, Fotos zur Verfügung. Diese Szenen wurden wenige Tage vor Abriss des ehemaligen Volkskammergebäudes realisiert.
Die gesamte Produktion ist eine Zusammenarbeit der unterschiedlichen Abteilungen an der produzierenden Filmhochschule der Medienstadt Babelsberg. So waren die Studiengänge Schauspiel, Drehbuch/Dramaturgie, Kamera, Ton/Filmmusik und Schnitt beteiligt.
Die Figuren und das Drehbuch sind anhand von Improvisationen der damaligen Schauspielstudenten zur ursprünglichen Reigen-Geschichte entstanden, die von den Dramaturgie-Studenten zu einem Drehbuch weiter entwickelt wurden. Der u. a. auch für Folgen der Tatort-Fernsehreihe bekannte Regisseur Dieter Berner, zum Zeitpunkt der Dreharbeiten Dozent an der Filmhochschule, führte die Regie.

## Veröffentlichung / Anerkennung
Kinostart war der 15. September 2007.
Der Film wurde auf diversen Filmfestspielen gezeigt. So lief der Berliner Reigen unter anderem im offiziellen Wettbewerb des Festival Nouveau Cinema in Montreal / Kanada, sowie auf der Diagonale Graz / Österreich, beim Trieste Film Festival, Triest / Italien, beim Filmfest sehsüchte in Babelsberg / Deutschland, beim Mostra Int. De Cinema, São Paulo / Brasilien, sowie beim Independent Film Festival in Lille / Frankreich.
Die Fernsehpremiere erfolgte am 19. August 2008 im ORF.
Die beteiligte Schauspielerin Jana Klinge wurde für ihre Rolle als Zahnarzthelferin Andrea im Berliner Reigen für den Undine Award – den internationalen Filmpreis für Nachwuchsschauspieler – als Beste Darstellerin nominiert.